# Borgmestre i Vágur
Borgmestre i Vágur er en liste over borgermestre i Vágurs kommune (Vágs kommuna) på Færøerne i perioden 1907 − 2013. 
Vágs kommuna løsrev sig fra Suðuroyar prestagjalds kommuna i 1906, og Nes blev overført til kommunen fra Porkeris kommuna i 1928. 
Frem til 1972 var den formelle titel for borgmesteren sognestyreformand.

## Borgmestre
| Periode   | Navn                      |
| --------- | ------------------------- |
| 1907–1914 | Petur Dahl                |
| 1915–1918 | Napoleon Nolsøe           |
| 1919–1930 | Petur Dahl                |
| 1931–1934 | Johan Nolsøe              |
| 1935–1946 | Andreas Frederik Djurhuus |
| 1947      | Joen Pauli Thomasen       |
| 1948–1950 | Sámal Johansen            |
| 1951–1962 | Andreas Frederik Djurhuus |
| 1963–1965 | Sámal Johansen            |
| 1966      | Johan Dahl                |
| 1967      | Martin Carl Olsen         |
| 1968–1970 | Andrew Godtfred           |
| 1971–1974 | Sverri Skaalum            |
| 1975–1980 | Torbjørn Benjardøgg       |
| 1981–1984 | Andreas Petur Jacobsen    |
| 1985–1988 | Torbjørn Benjardøgg       |
| 1989–1992 | Mannbjørn Tausen          |
| 1993–2004 | Jógvan Krosslá            |
| 2005–2012 | Kirstin Strøm Bech        |
| 2013–2020 | Dennis Holm               |
| 2021–     | Bjarni Johansen           |